# تپه باباجان (دلفان)
تپه بابا جان مربوط به عصر برنز - عصر آهن است و در شهرستان دلفان استان لرستان، در بخش مرکزی، روستای نور آباد واقع شده است. این اثر در تاریخ ۱۰ مهر ۱۳۸۰ با شمارهٔ ثبت ۴۱۶۱ به‌عنوان یکی از آثار ملی ایران به ثبت رسیده است.

## باباجان
این محوطه باستانی، در پنج کیلومتر ی غرب نور آباد، مرکز شهرستان دلفان، واقع شده و نخستین بار توسط گلر گاف مید، از دانشگاه لندن، در فاصله سال‌ها ی ۱۳۴۴تا ۱۳۴۷مورد کاوش قر ار گرفت که نتایج درخشانی از تاریخ این سرزمین کهن به دست آمد.
این اثر ارزشمند تاریخی از یک تپه مرکزی و چندین تپه در غرب و شرق تشکیل شده که تاکنون تنها تپه مرکزی و شرقی آن مورد بررسی باستان شناسان قرار گرفته است.

## بررسی‌های باستان شناسان
در بررسی‌های اولیه، چهار دوره تاریخی و پیش از تاریخ مربوط به دوره‌های ماد، هخامنش، قرون هشت و نهم و هزاره سوم پیش از میلاد در این تپه شناسایی شد.
فرضیه مربوط به کوچ شهروندان فلات ایران توسط این باستان‌شناس در این تپه تأیید شد و نشان داد که شهروندان این ناحیه در دو سده مورد اشاره، مهاجران آریائی بودند که از شمال متوجه لرستان شده و در روستایی متشکل از خانه‌های کوچک سنگی در دامنه تپه باباجان مستقر شدند.
منطقه باباجان در گذشته از اهمیت ویژه‌ای برخوردار بوده و مراکز اداری و مقر رؤسای محلی وسعت زیادی از ابنیه آن در هزاره پیش از میلاد را به خود اختصاص داده بود و مناطق مسکونی باستانی از یک پشته مرکزی و تپه‌های کوچکتر تشکیل شده است.

### پشته مرکزی
تپه مرکزی که از نظر شکل بیضی شکل است در امتداد جنوب شرقی به جنوب غربی قرار دارد و ابعاد آن ۶۰×۳۰متر بوده و در حوالی دامنه ۱۲۰متر عرض دارد.
بررسی‌ها نشان می‌دهد این محل، مرکز سکونت افراد در هزاره نخست پیش از میلاد بوده و در نتیجه کاوش‌های باستان‌شناسی، سه لایه (طبقه) فوقانی شناسایی شد که تمامی آن‌ها به این دوره تعلق دارد.
در طبقه سوم با توجه به بقایای آثار معماری چنین به دست می‌آید که در این طبقه پی خانه‌ها به وسیله تیرهای چوبی و شاخه درختان به صورت مسطح قرار گرفته بودند.
در لایه دوم، آثار فرهنگی و معماری تپه قرار دارد و در نقشه ساختمان آن که از یک اتاق بزرگ به حیاط متصل می‌شود، در چهار گوشه حیاط مرکزی، چهار اتاق شناسایی شده که از این اتاق‌ها به عنوان برج استفاده می‌کردند.
در میان برج‌ها اتاق‌های کوچک مستطیل شکلی ساخته شده که تعداد آن‌ها به چهار باب می‌رسد و در شمال، جنوب و غرب حیاط واقع شده و ورودی یا دروازه این مجتمع از سمت شرق است.
کف ورودی این مجتمع سنگفرش بوده و کف پوش آن‌ها از یک لایه رس خاکستری با سنگ‌های پهن تشکیل شده است.
در کاوش از اتاق شرقی این مجموعه، بقایای آسیاب دستی، ظروف سفالین و ذخیره آذوقه یافت می‌شود.
درلایه اول نیز با توجه به بقایای آثار معماری که به دست آمده، از نظر ساختمانی شبیه لایه دوم است.
حیاط مرکزی این طبقه به یک سرسرای ستون دار مبدل شده و به جای برج‌های گوشه حیاط، اتاق‌های پذیرایی بزرگ دیگری در این لایه ساخته شده و تا غرب بنا امتداد یافته است.
استفاده از سرسرای ستون دار و برج‌های کنجدار با رواق‌های ستون دار جناحی در کنار ساختمان‌ها یک ویژگی معماری درباری هخامنشی است که احتمال مراحل اولیه رواق پاسارگاد را مجسم می‌سازد.
نماهای کشف شده از پلان بناهای مختلف در لایه‌های تپه مرکزی مانند دژ و بارو، تالار و سرسرا، اتاق پادشاه و اتاقک‌های که محل مراسم مذهبی یا معبد گونه بوده و اتاق‌های ساده در اطراف حیاط مرکزی همگی نمونه‌های روشنی از معماری اولیه ایرانی است که تأثیرات این شیوه معماری را در دیگر دوره‌ها می‌توان مشاهده کرد.

#### پشته شرقی
به شکل مخروطی بوده و در شرق تپه مرکزی واقع شده است.
این پشته ۸۵متر عرض دارد و در آن دو ساختمان با پلکان‌های هم عصر دوره ماد و یک ساختمان دیگر مربوط به سده نهم وهشتم پیش از میلاد کشف شده است.
از یافته‌های مهم این تپه، می‌توان اتاق منقوش را نام برد و چون این اتاق دارای رنگ‌های تزئینی بوده از طرف کاوشگر تپه، اتاق نقاشی نامگذاری شد.
مهم‌ترین مسئله در این اتاق کشف ۲۰۰عدد از قدیمی‌ترین آجرهای منقوش ایران است که نشانگر نوعی کتیبه یا تزئین دیواری برجسته و نقاشی شده است.
این آجرها که دارای طرح‌های استاندارد و معین هستند در طیف متنوعی از طرح‌ها و مدل‌ها ی معکوس قرار دارند.
در زمان حاضر دو نمونه از این آجرها، در موزه‌های اشمولین و بریتانیای انگلستان و تعدادی نیز در موزه ملی ایران نگهداری می‌شود.
این مجموعه باستانی در کنار ده‌ها اثر مکشوفه ظروف سفالی و سفالینه‌ها، انواع کوزه‌ها، گلدان‌ها، قوری‌ها، اشیاء مفرغی و مجموعه‌ای از دسته‌ها، شیرهای لوله‌ای و کوزه‌ها با طرح و شکل‌های مختلف نتایج درخشانی را از فرهنگ وتمدن ایرانی و این دیارنشان می‌دهد.

## گالری تصاویر

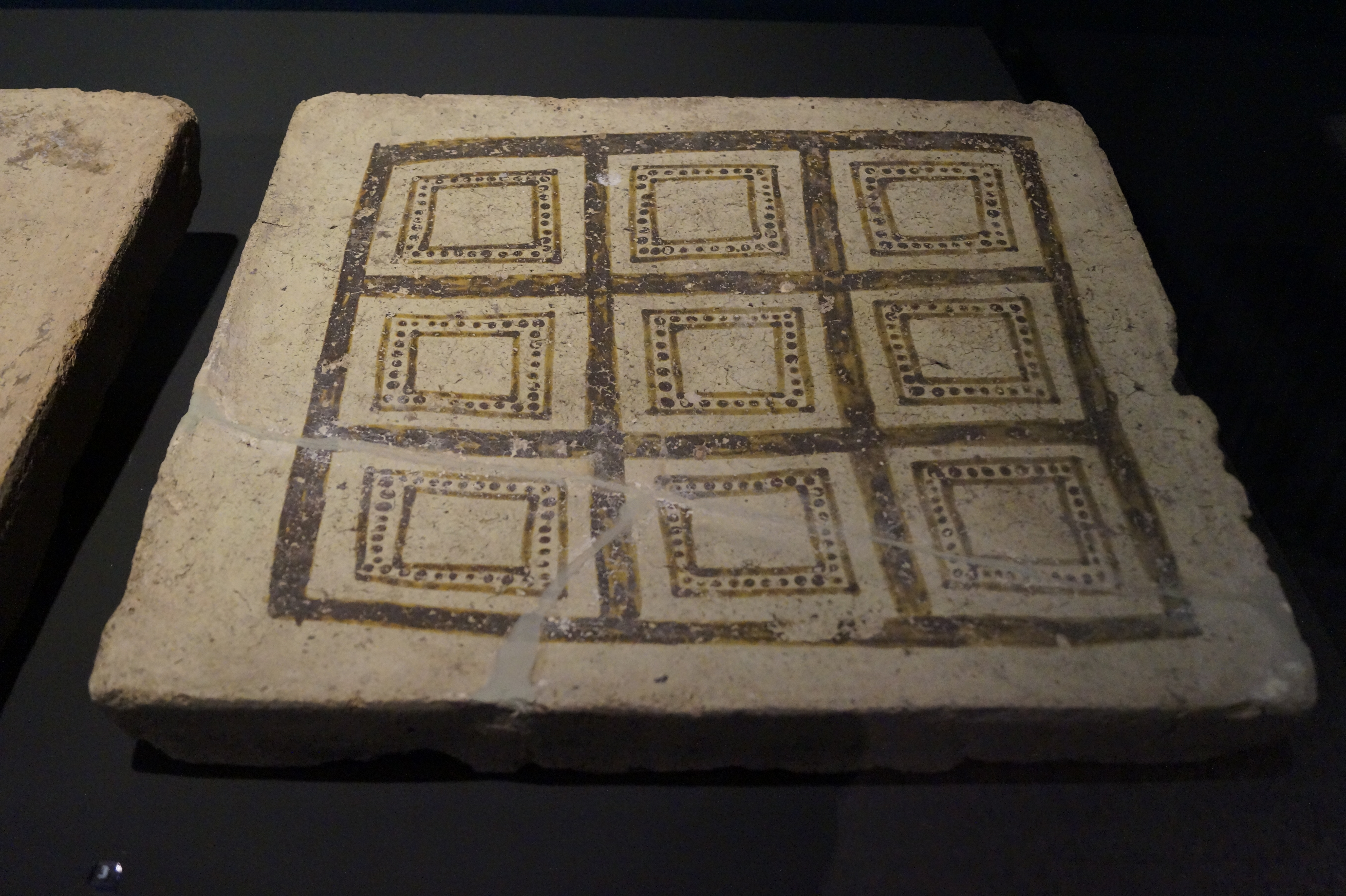
دکوراسیون معماری، هزاره اول قبل میلاد
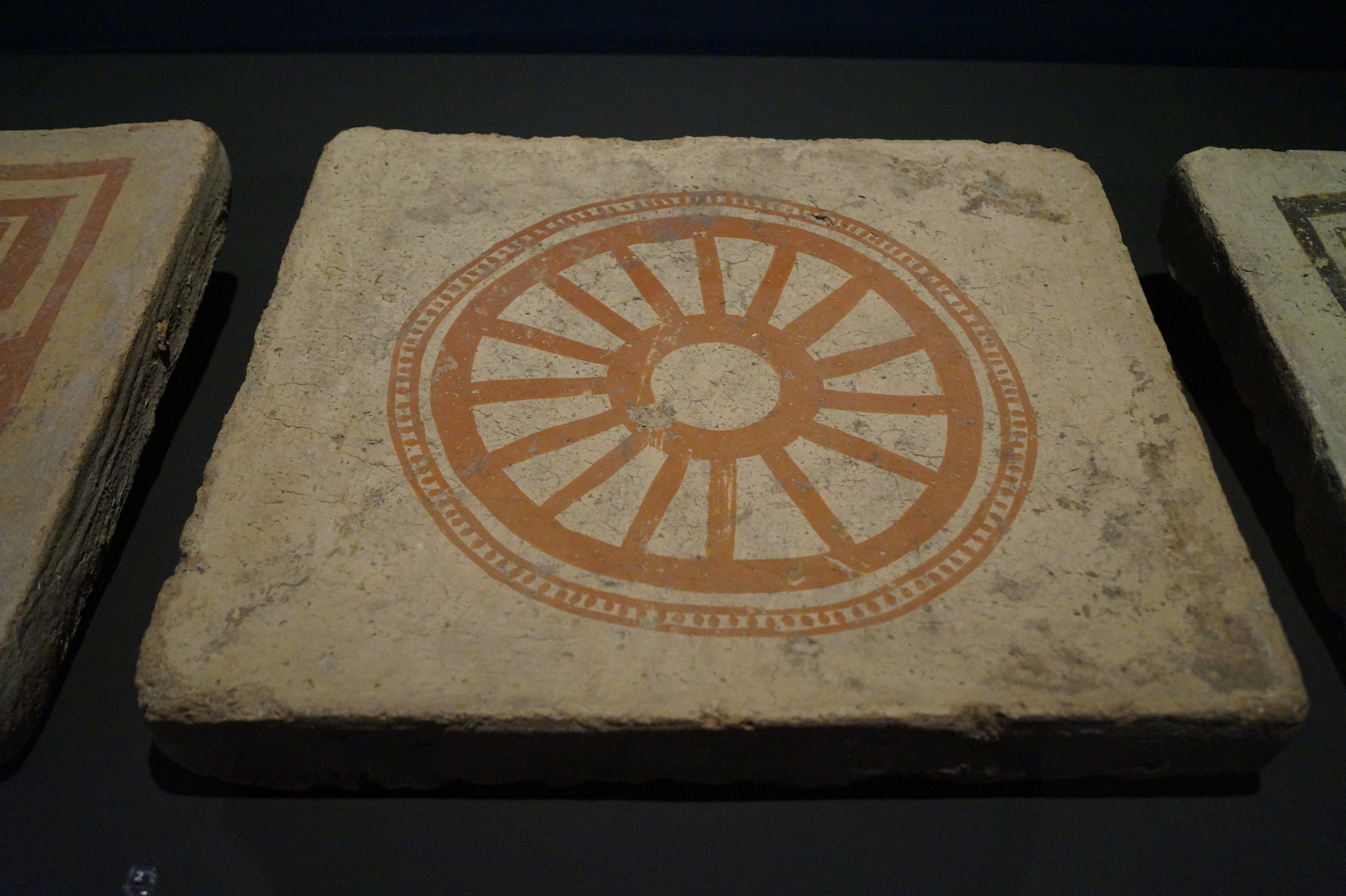
دکوراسیون معماری، هزاره اول قبل میلاد
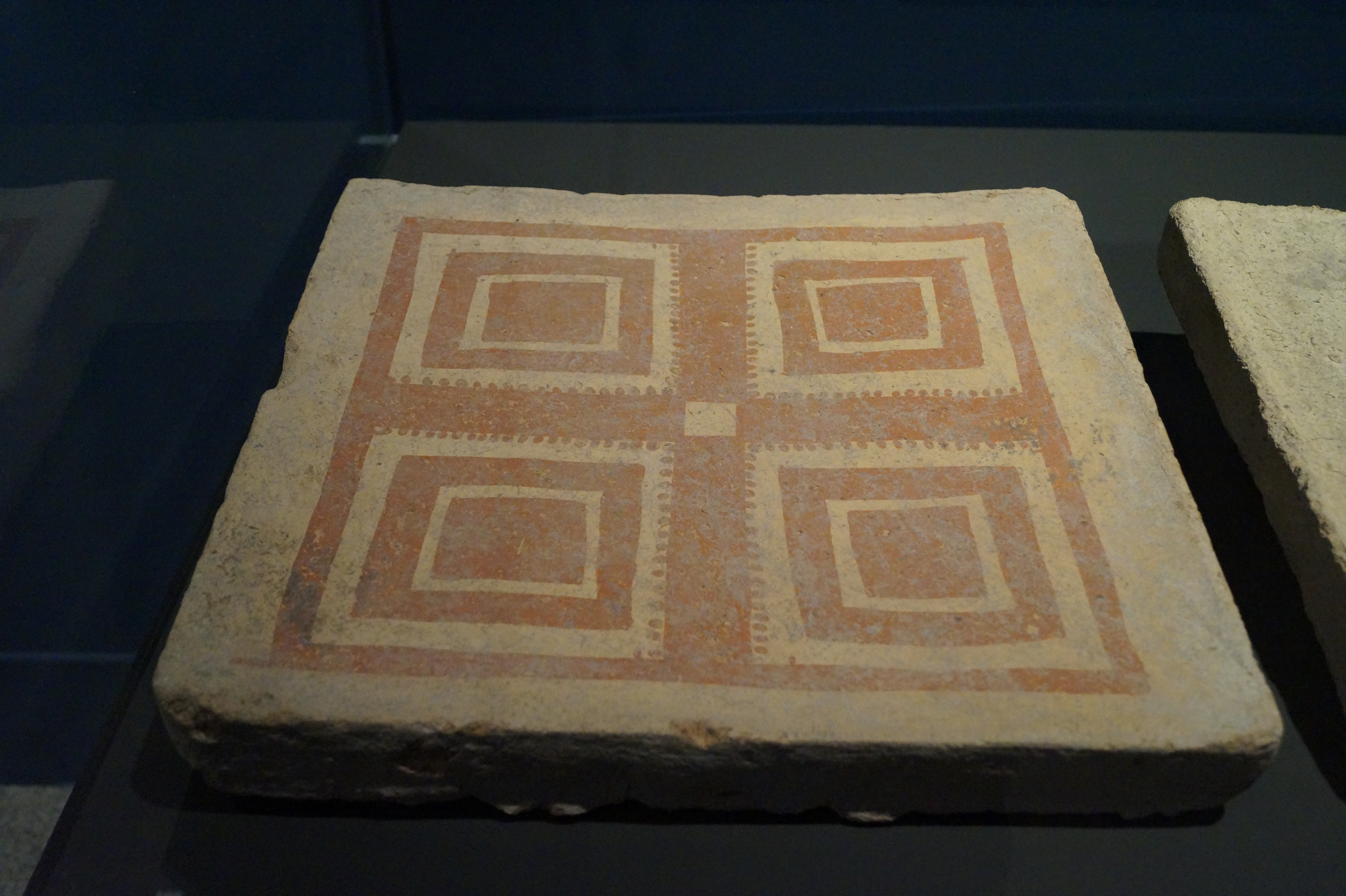
دکوراسیون معماری، هزاره اول قبل میلاد